# Ернест Емако Сіанкам
Ернест Емако Сіанкам (фр. Ernest Emako Siankam; нар. 21 лютого 1981, Бафусам) — камерунський футболіст, що виступав на позиції нападника. Відомий за виступами у низці європейських та азійських клубів. В Україні відомий насамперед виступами за футбольний клуб «Волинь» та її фарм-клуби «Ковель-Волинь-2» та «Іква» (Млинів).

## Клубна кар'єра
Ернест Сіанкам розпочав виступи на професійному рівні у 17 років, граючи за команду з камерунського міста Бафусам «Расінг». Провівши у цьому клубі два роки, вирішив спробувати свої сили в європейському чемпіонаті. Але перший досвід виступів за кордоном був невдалим — молодий камерунець не зумів пробитися у основний склад сплітського «Хайдук». За сприяння футбольних агентів із США Ернест Сіанкам пройшов перегляд та підписав контракт із луцькою «Волинню». Камерунець швидко став улюбленцем луцьких вболівальників, забив кілька важливих голів у чемпіонаті та кубку України, але, упіймавши зірочку, почав часто порушувати режим. Тренерський штаб усе рідше ставив камерунця в основний склад, відряджаючи гравця у фарм-клуби — «Ковель-Волинь-2», млинівську «Ікву», та навіть у чемпіонат області — у маневицьке «Динамо». Після закінчення першого кола чемпіонату, на початку 2004 року Сіанкам самовільно покинув луцький клуб, вимагаючи трансферу в сімферопольську «Таврію». Але, навіть повернувшись у луцький клуб, Сіанкам не заграв на своєму звичному рівні, та перейшов у скромніший за футбольними мірками азербайджанський клуб «Гянджларбірлії». Але й у цьому клубі камерунець не затримався, і перейшов до французького клубу «Нім Олімпік», який виступав тоді у третьому французькому дивізіоні. Провівши у Франції один сезон, Ернест Сіанкам надовго покидає Європу, та грає переважно за азійські клуби. У кар'єри футболіста далі були китайський «Ченду Блейдс», індонезійська «Персіджа Джакарта», та знову китайський клуб «Чунцін Ліфань». Після нетривалого перебування у Китаї та Індонезії у 2010 камерунець підписав контракт із клубом із Індії «Черчілл Бразерс». У цьому клубі Сіанкам затримався надовго, відїзджаючи на один сезон у Бангладеш у маловідомий клуб «Шейх Руссель». Згідно деяких джерел, контракт футболіста аж до 2015 року належав індійському клубу. Але, навіть покинувши український чемпіонат, Ернест Сіанкам не забув про Україну. Футболіст створив тут сім'ю, і тривалий час грав за аматорські клуби в чемпіонаті Львівської області — «Шахтар» (Червоноград) та «Гірник» із Соснівки.